# Харбардсльод
„Харбардсльод“ или „Песните на Харбардр“ е една от поемите включени в Поетичната Еда, намерена в ръкописа Codex Regius и AM 748 I 4to. Поемата е кавга между богове от скандинавската митология.

## История
В тази поема лодкарят и Харбардр и богът Тор влизат в кавга или вербална надпревара. Харбардр (Синя брада) е груб и недужелюбен към Тор, който се завръща в Асгард след пътешествие в Йотунхайм, земята на великаните. Харбардр му препречва пътя и му отказва да премине през реката. Започва казвайки, че Тор се облича бедно (в дрехи на просяк и без гащи) и че майка му е мъртва. В хода на поемата Харбардр се перчи със сексуалната си мощ, магичните си и тактични възможности и пита Тор за неговите. Тор отговаря като му разказва как е победил великаните. Накрая, след като му се присмива, Харбардр проклина Тор.

## Структура
Поемата е значително по-малко структурирана в сравнение с останалите едически поеми и е най-вече написана в метъра, познат като málaháttr или „разговорен стил“. Въпреки това, други метрични форми също могат да бъдат открити, а някои части от текста са чиста проза. През последното десетилетие няколко учени заключват, че поемата е умишлено стилизирана версия на традиционната структура от поемите за „кавги/караници“.